# Trichobilharzia szidati
Trichobilharzia szidati – gatunek kosmopolitycznej przywry digenicznej (Digenea). Jest pasożytem wewnętrznym naczyń krwionośnych. Jej cerkarie mogą atakować kąpiących się ludzi, wywołując u nich tzw. świąd pływaków (cerkariozę), który znika po 10–20 dniach.
Postać dorosła jest rozdzielnopłciowa i mierzy do 3 mm długości oraz 0,02–0,34 mm szerokości (morfologicznie przypomina przywry z rodzaju Schistosoma).

## Cykl życiowy

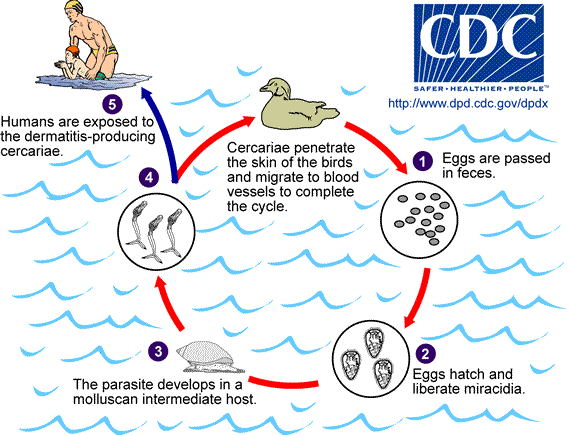
Cykl życiowy przywr wywołujących świąd pływaków

Żywicielem ostatecznym postaci dorosłej są różne gatunki ptaków wodnych (najczęściej kaczki). Żywicielami pośrednimi są ślimaki z rodzaju Lymnaea (najczęściej błotniarka stawowa). Cykl rozwojowy przebiega analogicznie jak u Schistosoma, z dwoma pokoleniami sporocyst i cerkariami (około 1 mm, z charakterystycznym, rozwidlonym ogonkiem), bez etapu redii.